# Bloemencorso Eelde

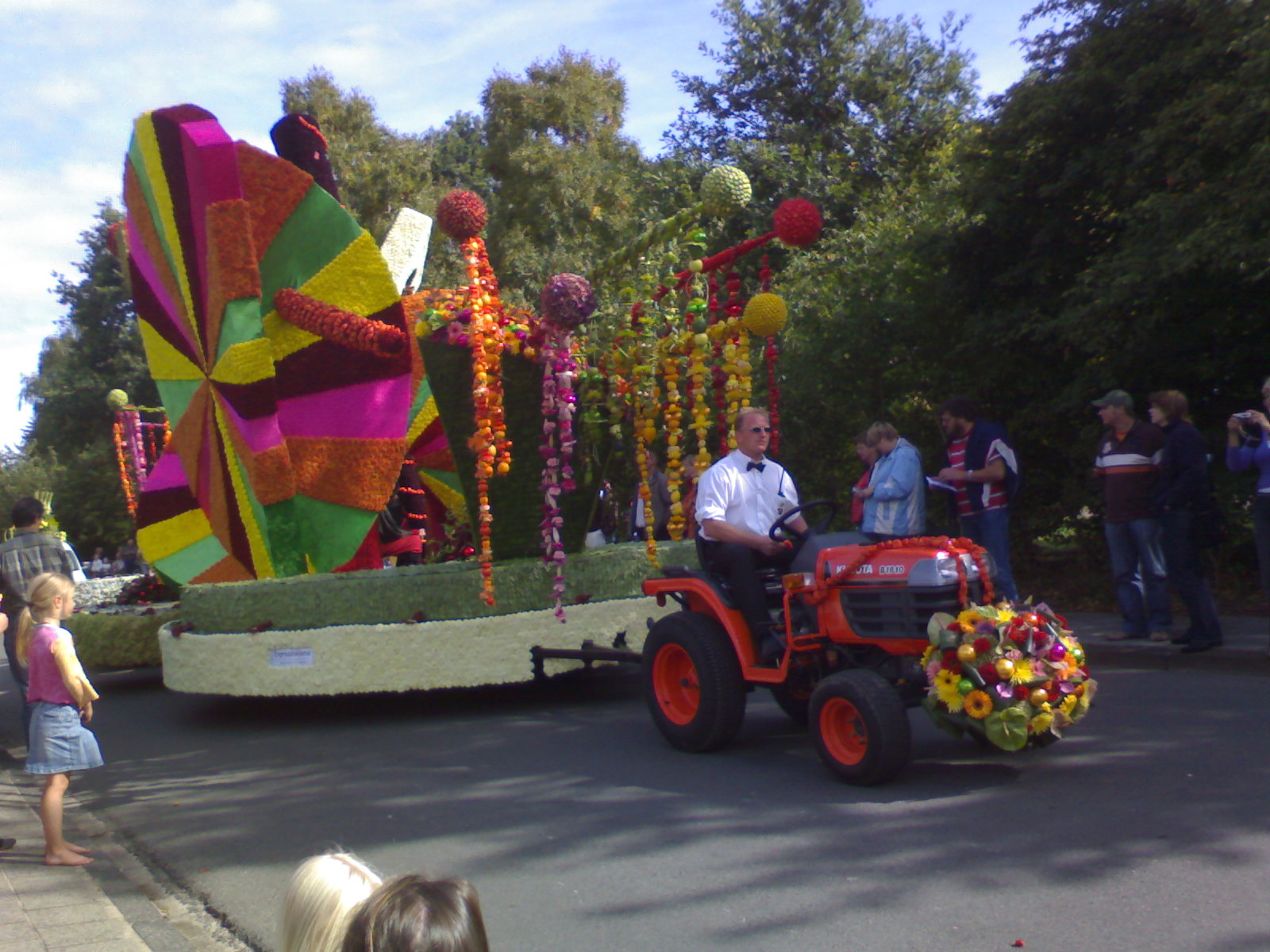
Een corsowagen van Bloemencorso Eelde (2007)

Bloemencorso Eelde is een jaarlijks evenement dat plaatsvindt in de Nederlandse plaats Eelde (provincie Drenthe). Jaarlijks komen er zo'n 50.000 bezoekers op af. Het eerste Bloemencorso in Eelde was in 1957.

## Feestweek
Een week voorafgaand aan het corso is er een feestweek. Hierin komen allerlei artiesten optreden, is er een vuurwerkshow en een grote markt rondom de vijver. De vuurwerkshow werd traditioneel bij de vijver gehouden waar ook de corsowagens staan opgesteld. Onder meer in verband met veiligheidseisen van brandweer is er een aantal jaren voor gekozen om de vuurwerkshow elders vlak buiten het dorp te houden. Na enkele jaren afwezigheid is echter besloten om de show, zij het in een wat kleinere omvang, terug te brengen naar de vijver.

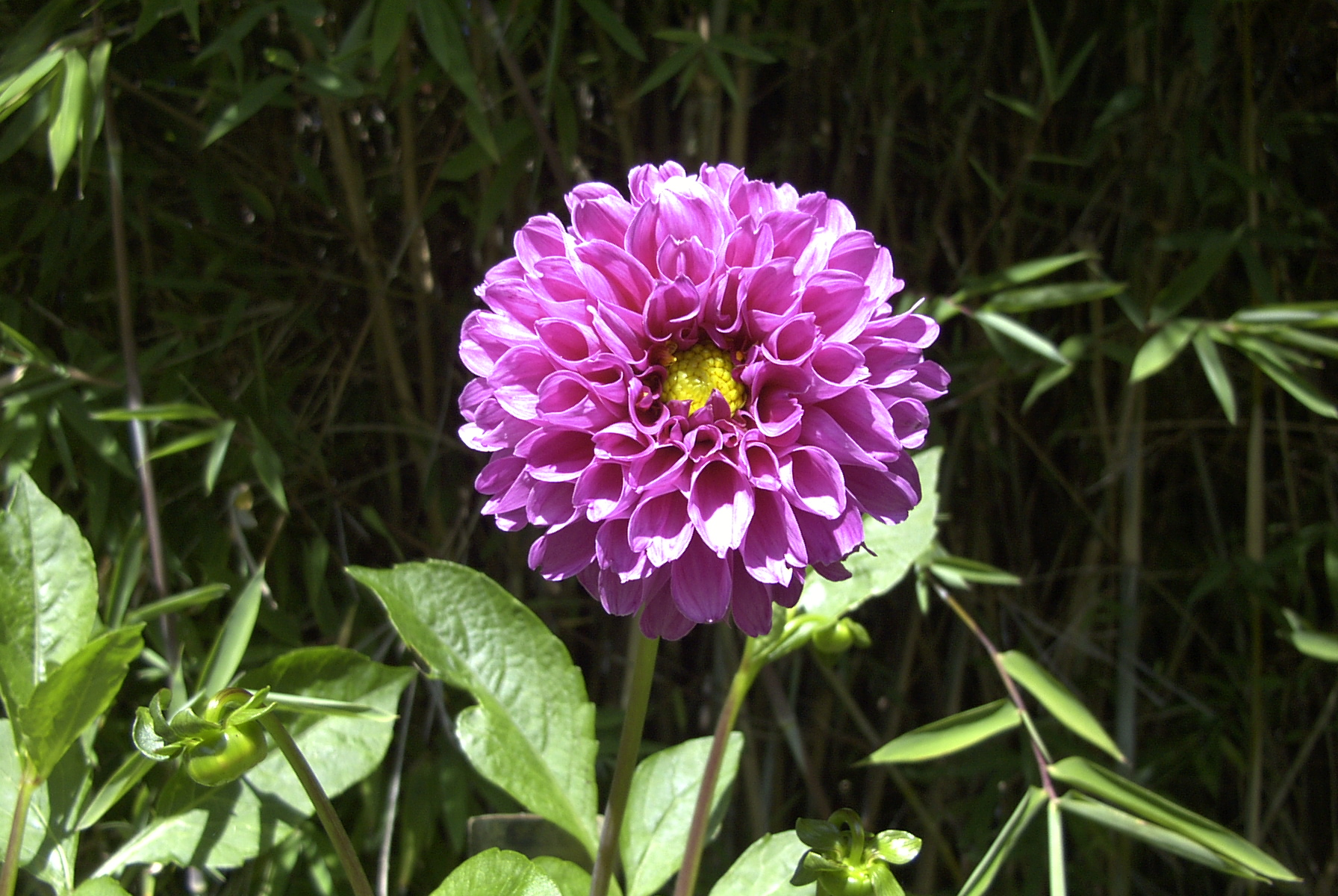
Dahlia, de meestgebruikte bloem bij het Bloemencorso Eelde. Eigenlijk is een gele kern niet toegestaan, hiervoor krijgt de corsowagen strafpunten.

## Bloemencorso
Aan het Bloemencorso in Eelde doen jaarlijks 15 corsowijken uit Eelde en omstreken mee, ieder met hun eigen corsowagen, die hoofdzakelijk versierd is met dahlia's maar ook veel zogenoemde "bijmaterialen" zoals bessen, zaden, bladeren, pluimen en verschillende soorten groenten. Hoewel er zo veel mogelijk wordt vastgehouden aan natuurlijke materialen worden er sinds een aantal jaren ook steeds meer "synthetische" materialen gebruikt. Veel soorten (afval)plastic, houten planken en ijzeren elementen zijn steeds vaker terug te vinden.

### Voorbereiding
De belangrijkste bloem is de dahlia. Deze worden door de corsowijken zelf verbouwd op stukken grond rondom Eelde.
Het Bloemencorso Eelde werkt met een jaarlijks thema. Dit thema wordt voorafgaand aan het huidige seizoen gekozen voor het daaropvolgende seizoen. Binnen dit thema gaat een groep van ontwerpers aan de slag met het maken van ontwerpen. Ontwerpen worden gepresenteerd in de vorm van een impressietekening, maquette, bouwtekening of moodboard/collage. Eind maart komen alle corsowijken bij elkaar in de bloemenveiling van Eelde om, middels een loting, hun ontwerp te kiezen voor dat seizoen.

### Zaterdag
Het rijdende bloemencorso is op de eerste zaterdag van september te aanschouwen op een vastgesteld parcours. Een rondgang van ongeveer 2,5 kilometer door de straten van Eelde.

### Zondag
De tentoonstelling van de wagens op het festivalterrein aan de Mozartweg is het hoofdthema van de zondag. In de middag tussen 14:00 en 16:00 zijn alle figuranten nogmaals op en bij de corsowagens aanwezig.

### Nationale Inventaris Immaterieel Cultureel Erfgoed Nederland
Sinds 2013 is het Bloemencorso Eelde opgenomen op de lijst voor Nationale Inventaris Immaterieel Cultureel Erfgoed Nederland.